# Borys Aleksandrov (Schiff)
Die Borys Aleksandrov  ist ein Ozeanographie-Forschungsschiff mit Heimathafen in Odessa, das von dem ukrainischen Forschungszentrum für maritime Ökologie betrieben wird. Bis 2021 wurde sie als Belgica von der belgischen Marine betrieben.

## Bau und technische Daten

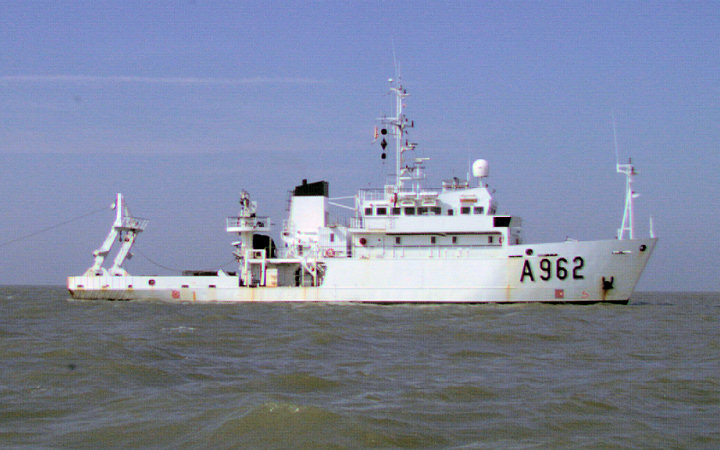
A962 Belgica

Das Schiff wurde am 17. Oktober 1983 im Auftrag des belgischen Wissenschaftsministeriums auf der Boelwerf in Temse an der Schelde auf Kiel gelegt und lief dort am 6. Januar 1984 vom Stapel. Taufpatin war die belgische Königin Fabiola. Es wurde am 5. Juli 1984 in Dienst gestellt. Es ist mit 774 BRZ und 232 NRZ vermessen (früher 765 BRT bzw. 232 NRT) und verdrängt 1132 t. Die Tragfähigkeit des Schiffes beträgt 359 Tonnen. Das Schiff ist 50,90 m lang (44,95 m in der Wasserlinie) und 10,00 m breit. Der Tiefgang beträgt max. 4,55 m.
Der Antrieb besteht aus einem Sechszylinder-Viertakt-Dieselmotor der Anglo Belgian Company (Typ: 6 MDZC-1000-150 A) mit einer Leistung von 1.199 kW, der über ein Getriebe auf einen Verstellpropeller mit Kortdüse wirkt. Die Höchstgeschwindigkeit beträgt zwölf Knoten. Das Schiff, das bei einer Marschgeschwindigkeit von 12 Knoten 5.000 Seemeilen zurücklegen kann, kann bis zu 20 Tage ununterbrochen auf See bleiben.
Für die Stromversorgung stehen zwei Caterpillar-Dieselgeneratoren mit einer Leistung von jeweils 275 kW zur Verfügung. Das Schiff hat hydraulisch angetriebenen Querstrahlsteueranlagen vorn und achtern mit jeweils 150 kW.

## Ausstattung und Aufgaben als belgisches Forschungsschiff

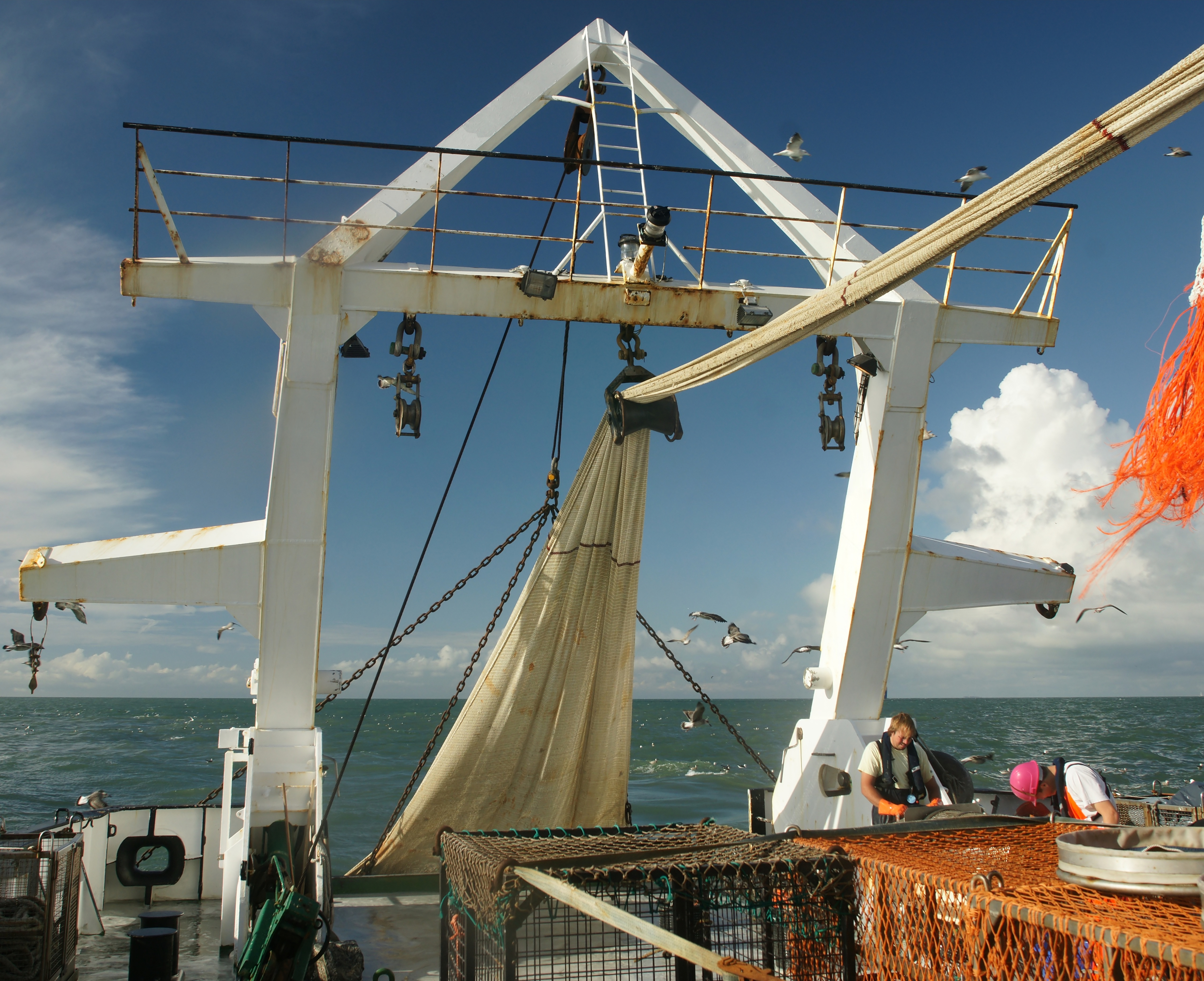
Heckgalgen des Schiffs

Die seemännische Besatzung, 15 Mann, war von der belgischen Marine gestellt, die auch für den operativen Einsatz und die logistische Versorgung des Schiffes verantwortlich war. Das Schiff hat die IMO-Nummer 8222563 und die Kennung A962.
Die wissenschaftliche Arbeit der Belgica wurde vom „Management Unit des Mathematischen Modells der Nordsee und der Scheldemündung“ (MUMM) geleitet. Zur Ausrüstung des Schiffs gehörten fünf verschiedene Laboratorien (Fischereilabor, Feuchtlabor, Chemielabor, Biochemielabor und Mikrobiologielabor); zwei weitere, besonders ausgestattete Labors konnten per Spezialcontainer mitgeführt werden. Bis zu 16 Wissenschaftler konnten an Bord untergebracht werden. Am Heck des Schiffes befindet sich ein Heckgalgen mit einer Tonne Hebekraft.
Hauptaufgabe des Schiffes war die Erforschung von Fauna und Flora in der Nordsee. Dabei kooperierte das Schiff mit belgischen Universitäten und wissenschaftlichen Instituten. Einer der häufigsten Nutzer der Belgica war die Fischerei-Abteilung des Ministeriums der Flämischen Gemeinschaft, für die das Schiff Bestandsschätzungen kommerziell genutzter Fischarten erstellte, menschliche Störungen der marinen Umwelt überwachte und technische Innovationen beim Gebrauch von Schleppnetzen erprobte. Beim Auftreten einer Ölpest fiel dem Schiff die Aufgabe der Öluntersuchung zwecks Urheberauffindung zu.
2016 beschloss die belgische Regierung, ein Nachfolgeschiff für die Belgica in Auftrag zu geben. Die Ausschreibungen gewannen die spanische Werft Freire Shipyard und der Schiffsausrüster Rolls-Royce Marine. Im Juni 2018 begann der Bau des knapp 54 Millionen teuren Schiffes. Das wieder Belgica getaufte Schiff wurde Ende 2021 abgeliefert.